# Semaeopus tropaea
Semaeopus tropaea är en fjärilsart som beskrevs av Louis Beethoven Prout 1938. Semaeopus tropaea ingår i släktet Semaeopus och familjen mätare. Inga underarter finns listade i Catalogue of Life.